# Katie Silberman
Katie Silberman (Condado de Los Angeles, California, 30 de setembro de 1991) é uma produtora cinematográfica e roteirista norte-americana.